# Юнусов, Темурмалик Машрабович
Темурмалик Машрабович Юнусов  (род. 31 августа 1942, Андижан, СССР) — советский и узбекский актёр, кинорежиссёр. Кавалер ордена «Мехнат шухрати».

## Биография
Темурмалик Машрабович Юнусов родился в 1942 году в Андижане.
Окончил Ташкентский театрально-художественный институт в 1965 году.
В 1965—1966 годы работал в «Таджикфильме», в 1966-1971 годы преподавал в Ташкентском театрально-художественном институте.
В 1979—1981 годы учился на Высших курсах режиссеров и киносценаристов в мастерской Э. А. Рязанова.
В 1966—1971 годы преподавал в Ташкентском театрально-художественном институте.
В 1971—1986 годы работал режиссером в киностудии «Узбекфильм».
В 1986—1991 годах руководил экспериментальной 5-й студией.
В 1996—2001 годах был председателем ГАК «Узбеккино» и союза кинематографистов Узбекистана.
Руководит студией «Водийфильм» и активно занимается творческой деятельностью.
Им записано для золотого фонда радио Узбекистана более ста радиопередач и радиоспектаклей по произведениям узбекской, русской и зарубежной классики.

## Фильмография
Снятые художественные фильмы: «Мальчики из Танги», «Пророк из Галатепе», «Почести усопшему». Документальные фильмы: «Забытая песня», «Форишские игры», «Козлодрание» и ещё более 30 фильмов.
Снимался в фильмах:
- 1963 — Пятеро из Ферганы — Рахмат (в титрах Н. Юнусов)
- 1969 — Минувшие дни — Худоярхан
- 1982 — Вокзал для двоих — продавец дынь (в титрах Темур Юнусов)
- 1982 — Огненные дороги — литературный работник
- 2006 — Ватан — эпизод